# Madeleine Moua
 (septembre 2022).
Si vous disposez d'ouvrages ou d'articles de référence ou si vous connaissez des sites web de qualité traitant du thème abordé ici, merci de compléter l'article en donnant les références utiles à sa vérifiabilité et en les liant à la section « Notes et références ».
Madeleine Teroroheiarii Moua (née le 5 avril 1899 à Papeete et morte le 16 novembre 1989 dans la même ville), est une cheffe de troupe et chorégraphe majeure de la danse tahitienne, fondatrice de la troupe Heiva. Elle descend de la famille royale tahitienne.

## Biographie
Madeleine Moua commence à danser à six ans. Devenue directrice d'école, elle aime transmettre son savoir. C'est en 1956 qu'elle redonne ses lettres de noblesse au ’Ori tahiti, en fondant son groupe de danse, appelé Heiva. Alors appelée tamure et dansée dans les boites de nuit mal famées de Papeete, cette danse avait mauvaise réputation.[réf. nécessaire]
En 1956, après avoir assisté à des danses folkloriques bretonnes et auvergnates, Moua ressent le besoin de remettre au goût du jour la danse traditionnelle tahitienne. C'est ainsi, alors qu'elle est directrice de l'école Paofai (Papeete), qu'elle met en place le premier groupe de danse.
Coco Hotahota intègre Heiva dès ses débuts avant de fonder Temaeva, troupe qui modernisa le tamure. Les festivités du tuirai (14 juillet) ont restauré les anciennes danses et se sont institutionnalisées en un festival qui fut rebaptisé Heiva au moment de l'autonomie du pays. 

## Postérité
Coco Hotahota a retrouvé les anciens chefs de troupe et a collecté leur savoir, puis l'a exporté. Ainsi l'initiative de Madeleine Moua prit-elle des proportions considérables. On compte aujourd'hui des milliers d'écoles de danse tahitienne dans le monde, en particulier au Japon, aux États-Unis, au Mexique et en Chine. C’est à Madeleine Moua que la Polynésie doit la renaissance de la danse tahitienne qui a bien failli disparaître au XVIIIème siècle.
En 2019, elle fait l'objet d'un « Portrait de femme », un long métrage de 50 min réalisé par Tony Turqem diffusé sur Polynésie la 1re.